# خلاصة الأقوال في معرفة الرجال
خلاصة الأقوال في معرفة الرجال المشهور "برجال العلامة" ، كتاب في علم الرجال من تأليف الفقيه الشيعي ابن المطهر الحلي (648 ـ 726 هـ).

## المؤلف
الحسن بن يوسف بن علي بن محمد بن مُطهّر الحلي (648 ـ 726 هـ)، المعروف بالعلامة الحلّي الفقيه والمتكلم الشيعي في القرن الثامن للهجرة. من أشهر مؤلفاته: كشف المراد، ونهج الحق وكشف الصدق، والباب الحادي عشر، والجوهر النضيد و منهاج الكرامة.
كان أول من لقب بآية الله ، ويُقال له في المحافل الشيعية العلامة الحلي حتى كاد يختص لقب العلامة به دون غيره.
ولد في الحلة في 29 شهر رمضان سنة 647 هـ
توفي في مدينة الحلة بعد أن عاد إليها نتيجة لوفاة السلطان في إيران فأمضى ما تبقى من حياته في هذه المدينة إلى أن وافته المنية في ليلة السبت 21محرم ودفن في مدينة النجف داخل حرم علي بن أبي طالب.

## تاريخ التأليف
أشار آغا بزرك الطهراني في الذريعة أنه انتهى من تأليفه سنة 693 هـ.

## محتوى الكتاب
ينقسم الكتاب إلى قسمين ، هما:
- من اعتمد على روايتهم ووثقهم ، وفيه سبعة عشر فصلا.
- من توقف عن العمل بنقلهم، اما لضعفه أو لاختلاف الجماعة في توثيقه وضعفه أو لكونه مجهولا عنده، وفيه سبعة عشر فصلا.[5][6]

## منهجه في التوثيق والتضعيف
اعتمد المؤلف في توثيق الرواة وتضعيفهم على أمور ، منها:
- توثيق ابن الغضائري وتضعيفه.
- توثيق ابن عقدة وتضعيفه.
- وكالة الإمام.
- ترحم أحد المعصومين ( أي قول المعصوم للشخص " رحمه الله ")
- كثرة رواية المشايخ عنه
- أصالة العدالة
- شهادة الراوي معهم أو حضورهم مشاهدهم (المعصومين)
- وجود الفضائل والملكات النفسانية فيهم
- ذكر المشايخ الرواية المادحة له[7][8][9][10]

## النسخ والطبعات
- نسخة في مكتبة النجف، الذي كتب في 766 هـ
- نسخة في مكتبة مكتبة آية الله الصدر
- صورة مكتوبة من ابن فخر المحققين وإذن فخر المحققين
- وقد أضافت نسخة بخط يد شاه مرتضى والد فايز كاشاني ، مكتوبة عام 985 هـ ، وميرزا لطفالي طهراني المتوفى عام 1350 هـ[11]